# Казимир Семенович
Казимир Семенович (біл. Казімер (Казімір) Семяновіч, лат. Casimiri Siemienowicz) (приблизно 1600 року — після 1651 року) — інженер і теоретик артилерії з Великого Князівства Литовського. Припускається, що Семенович першим запропонував ідею багатоступеневої ракети. Його книжка «Велике мистецтво артилерії» (Амстердам, 1650) витримала кілька перевидань, а також була перекладена французькою (1651), німецькою (1676), англійською (1729) і, ймовірно, голландською (1729) мовами.

## Біографія
Про життя й походження Семеновича відомо вельми мало. Деякі дані про особу Семеновича можна дістати з його книжки. Крім того, історики мають певні документи з архівів Речі Посполитої, які характеризують службу Семеновича у армії Царства Польського на проміжку приблизно двох років.
Народився Семенович приблизно 1600 року. Місце його народження й етнічна приналежність є темою сперечань поміж білоруськими й литовськими істориками. Крім того, польська історіографія говорить про нього як про польського діяча, наголошуючи на його приналежності до полонізованої шляхти. За білоруською версією, Семенович народився біля Дубровно на Вітебщині у сім'ї дрібних руських князів Семеновичів, які володіли невеликими територіями у цій частині білоруського Подніпров'я у 14—17 ст. Декотрі приклади лексики самого Семеновича підтверджують таку думку.
За литовською версією Семенович народився біля Росенів (тепер Расейняй) у Жемайтії в бідній шляхетній сім'ї гербу «Астоя» Однак невідомі записи про сім'ї з прізвищем Семенович, які б мали право на герб Астоя і, можливо, Семенович просто придбав право надрукувати герб у своїй книзі, щоб посприяти її популярності. Сам він писав про своє місце у шляхетській ієрархії доволі невиразно. Сам себе Семенович називав «літвин», однак це слово можна розглядати як політонім, а не етнонім, і тому в білоруській історіографії вважається, що Семенович мав на увазі своє громадянство ВКЛ, а не етнічне походження.
Вважається, що Семенович навчався у Віленській академії. Брав участь у Смоленській війні (1632—1634) у складі армії Речі Посполитої, а також в облозі московитської фортеці Білої (квітень-травень 1634 року), яка не мала значного успіху.
Починаючи з 1634 року, життя Семеновича можна прослідкувати за документальними свідченнями, що збереглися. В цей час він був посланий за кордон, у Голландію, для вдосконалення своїх знань з артилерії. Там служив у армії Фрідриха-Генриха Оранського, багато подорожував Голландією, брав участь у іспано-голландській війні, що в голландців дістала назву Вісімдесятирічна війна, брав участь в облозі різних міст. У Нідерландах мав змогу ознайомитися з багатою європейською літературою про артилерію, піротехніку, з книжками з історії культури.
Після повернення до Речі Посполитої брав участь у Охматівській битві війська Речі Посполитої з татарами 30 січня 1644 року, де був свідком дії татарських феєрверків. 1646—1649 років був комендантом варшавського цейхгауза, інженером коронної артилерії (1646). 1648 року обійняв посаду заступника начальника артилерії Королівства Польського і разом з 12 гарматниками виїжджав на війну Польщі з Україною. Після поразки польського війська під Пілявцями вийшов у відставку у званні генерал-лейтенанта артилерії. У 1649 році поїхав в Голландію, де завершив роботу над своєю книжкою й видав її.